# Antonio Scatasso
Antonio Scatasso (* 28. Februar 1886 in Neapel, Italien; † 29. Juli 1956 in Buenos Aires) war ein argentinischer Bandoneonist, Bandleader und Tangokomponist italienischer Herkunft.

## Leben
Scatasso kam im Alter von etwa fünf Jahren nach Argentinien und hatte dort Musikunterricht bei Alcides Palavecino. Sein erstes Instrument war die Mandoline, und als Mandolinist debütierte er 1907 in einem Trio mit dem Geiger Francisco Canaro und dem Gitarristen Félix Camarano, mit dem er durch Argentinien tourte. Später trat er mit Augusto Pedro Berto und Domingo Salerno in der Villa Crespo auf.
Bereits mit dem Bandoneon trat er 1914 im Café El Parque auf, wohin er acht Jahre später mit dem Pianisten Fidel Del Negro, dem Geiger Bernardo Germino und dem Kontrabassisten Luis Bernstein zurückkehrte. Bei seinen ersten Theatershows mit der Formation war dann Geronimo durch Tito Roccatagliata ersetzt. 1923 lernte er im Teatro Smart Ignacio Corsini kennen, mit dem er fortan zusammenarbeitete und mit dem ihn eine lebenslange Freundschaft verband. Im Jahr 1924 arbeitete er am Teatro Apolo. Zu seiner Formation hier gehörten neben Fidel Del Negro der Bandoneonist Julio Vivas (der später der Gitarrist Carlos Gardels wurde) und der Geiger Alberto Pugliese.
Beim Label Victor nahm Scatasso mit dem uruguayischen Sänger Oscar Rorra u. a. die Tangos Un real al 69 und Triste regreso von Salvador Granata, Recuerdos de arrabal von Eduardo Pereyra und Cruel mujer von Arturo Senez und Luis Adolfo Sierra auf. Mit Corsini hatte er u. a. Auftritte in Rosario und Córdoba und bei Radio Nación. 1929 begleitete er mit einem Trio Tita Merello bei Auftritten in Buenos Aires und Montevideo. Als Begleiter trat er auch mit Sängern wie Ernesto Famá und Azucena Maizani auf. 1933 gründete er das Orquesta Típica Argentina Los Cuatro Ases, mit dem er durch Chile, Peru, Bolivien und Brasilien tourte. Einen seiner letzten Auftritte hatte er 1943 bei Radio Argentina mit dem Bandoneonisten Héctor Presas als Duo Scatasso-Cachito.

## Kompositionen
- Adiós para siempre
- Caferata
- Dejá el conventillo
- El olivo
- El poncho del amor
- La cabeza del italiano
- La he visto con otro
- La mina del Ford
- La tristeza del bulín
- No me tires con la tapa de la olla
- Pobre corazón mío
- Ventanita de arrabal
- Ya no cantas chingolo
- El espejito
- Malandrina
- Mariposa de cabaret
- Moneda corriente
- Qué sabe la gente
- Viva la patria
- Lagrimeando lagrimeando
- Macho y hembra
- Pobre gringo
- Juventud
- Melgarejo